# Теркс и Кејкос на Светском првенству у атлетици у дворани 2016.
Теркс и Кејкос је учествовао на 16. Светском првенству у атлетици у дворани 2016. одржаном у Портланду од 17. до 20. марта четврти пут. Репрезентацију Теркса и Кејкоса представљао је један такмичар који се такмичио у скоку удаљ.,
На овом првенству Теркс и Кејкос није освојио ниједну медаљу, нити је постигнут неки рекорд.

## Учесници
Мушкарци:
- Ифеанје Отуонје — Скок удаљ

## Резултати

### Мушкарци
| Атлетичар       | Дисциплина | Лични рекорд | Квалификације | Квалификације | Полуфинале | Полуфинале | Финале   | Финале       | Детаљи |
| Атлетичар       | Дисциплина | Лични рекорд | Резултат      | Место         | Резултат   | Место      | Резултат | Место        | Детаљи |
| --------------- | ---------- | ------------ | ------------- | ------------- | ---------- | ---------- | -------- | ------------ | ------ |
| Ифеанје Отуонје | Скок удаљ  | 7,75         |               |               |            |            | 7,40     | 11 / 13 (14) |        |